# Helmut Knocke
Helmut Knocke (* 1953) ist ein deutscher Architekturhistoriker und Autor in verschiedenen Lexika.

## Leben
Helmut Knocke studierte Architektur mit baugeschichtlicher Vertiefung an der Gottfried Wilhelm Leibniz Universität in Hannover und diplomierte 1983. Er arbeitet bei der Denkmalinventarisation mit und ist auch bei Ausgrabungsarbeiten vor Ort tätig. Außerdem arbeitet er beim Stadtarchiv Hannover mit, wo er sich insbesondere mit der Erforschung der Nachlässe von Laves und Rudolf Hillebrecht befasst, und beteiligt sich an Forschungsprojekten am Institut für Bau- und Kunstgeschichte der Universität Hannover.
Knocke verfasste gemeinsam mit Hugo Thielen das Kunst- und Kulturlexikon Hannover, das 2007 in vierter, aktualisierter und erweiterter Auflage als Neuausgabe im zu Klampen Verlag erschien und das als Standardwerk gilt. Er ist Autor von zahlreichen Einzelbeiträgen der Lexika Hannoversches biographisches Lexikon (2002 erschienen) und Stadtlexikon Hannover (2009 erschienen).

## Publikationen (Auswahl)
- Stadtlexikon Hannover. Von den Anfängen bis in die Gegenwart. Herausgeber: Klaus Mlynek, Waldemar R. Röhrbein, Schlütersche Verlagsgesellschaft, Hannover 2009, ISBN 978-3-89993-662-9. (Autor von zahlreichen Einzelbeiträgen)
- Hannover Kunst- und Kultur-Lexikon, Handbuch und Stadtführer, 4. Aufl., zu Klampen Verlag, Springe 2007; ISBN 978-3-934920-53-8. (Mit: Hugo Thielen)
- Hannoversches Biographisches Lexikon. Von den Anfängen bis in die Gegenwart. Herausgeber: Dirk Böttcher, Klaus Mlynek, Waldemar R. Röhrbein, Hugo Thielen, Schlütersche Verlagsanstalt, Hannover 2002, ISBN 3-87706-706-9. (Autor von zahlreichen Einzelbeiträgen)